# Zehntneria secundaria
Zehntneria secundaria är en insektsart som beskrevs av Brunner von Wattenwyl 1907. Zehntneria secundaria ingår i släktet Zehntneria och familjen Diapheromeridae. Inga underarter finns listade i Catalogue of Life.